# Trimalaconothrus scimitarum
Trimalaconothrus scimitarum är en kvalsterart som beskrevs av Tarras-Wahlberg 1985. Trimalaconothrus scimitarum ingår i släktet Trimalaconothrus och familjen Malaconothridae. Inga underarter finns listade i Catalogue of Life.